# فرودگاه بارسلوس
فرودگاه بارسلوس (به انگلیسی: Barcelos Airport) (به زبان بومی: Aeroporto de Barcelos) یک فرودگاه همگانی مسافربری با کد یاتا BAZ است که یک باند فرود آسفالت دارد و طول باند آن ۱۲۰۰ متر است. این فرودگاه در کشور برزیل قرار دارد و در ارتفاع ۳۴ متری از سطح دریا واقع شده‌است.

## شرکت‌های هواپیمایی و مقصدهای پروازی
No scheduled flights operate at this airport.